# イ・スヨン
イ・スヨン（1979年4月12日 - ）は、大韓民国ソウル出身の歌手。韓国では「バラッドの女王」と形容されることが多い。本名はイ・ジヨン。身長165cm、血液型B型。

## 経歴
1999年11月『I Believe』でデビュー。代表作は「クリゴ サランへ」「ラララ」など。デビュー後しばらくはアルバムジャケットやミュージックビデオを日本で撮影することが比較的多かった。日本の楽曲もいくつかカヴァーしている。「一人で迎える冬」（広瀬香美の「DEAR...again」）や「グッバイ」（ZARDの「GOOD DAY」）、「オルマナ チョウルカ」（RIKKIの「素敵だね」）、「끝」（安全地帯の「ワインレッドの心」）、「初恋のあの子」（THE ALFEEの「ROCKDOM -風に吹かれて-」）など。
小学校2年生の時に父親を、高校3年生の時に母親をいずれも交通事故で失い、妹と弟の面倒を彼女が見てきたという生い立ちも有名。
2003年、2004年と2年連続で文化放送の10大歌手歌謡祭の最高人気歌手賞（大賞）を受賞。CD売上げが落ち込んでいる韓国歌謡界において、WAXと共に「不況知らずの女性歌手」と言われ、韓国の女性ソロ歌手としては異例のCD売上げを記録した。
2004年、日本進出プロジェクト始動。韓国のマスコミに「オリコンで1位になるまで帰国しない」と宣言したと報じられた。「スヨン」の名で6月23日に日本語曲「最後のわがまま」（オリコンウィークリーシングルチャート125位）で日本に本格デビューしたが、この1曲のみでプロジェクトは一旦終了した。もちろん、韓国に帰国している。
2005年、李家エンターテインメント（のちにM&Aでファントムに吸収）からLIKUDエンターテインメントに移籍。7月30日に初の大規模ファンミーティング（1泊2日のキャンプ形式）を行った。10月2日、10月3日に移籍後初のコンサート（ソウル・オリンピックホール）を行った。当初、大邱（11月12日・市民会館）、水原（11月19日・亜洲大体育館）、釜山（12月4日・KBSホール）でも行う予定があったが、結果的にソウルのみとなった。このコンサートがのちにトラブルの火種となる。10月21日に正規7集アルバム「Grace」を発売予定であったが、10月20日にファントムからスペシャルアルバム「イ・スヨン 2005 An Autumn Day」が発売されたため、LIKUD側は2枚が同時に争うのを避け、正規7集発売を無期限延期した。なお「イ・スヨン 2005 An Autumn Day」には、日本で発売される予定だった「Yakan Hikou」と「Hana Fubuki」の2曲が収録された。
2006年、一時無期限延期になっていた7集アルバム「Grace」が1月21日に発売された。アルバムタイトルには、ファンから今まで頂いた恩恵と成熟した優雅な姿を披露するという意味を込めて「Grace」と名付けられている。7集「Grace」の制作には日本のアーティスト葛谷葉子も参加している。7月下旬、所属事務所（LIKUD）との間で契約内容に関するトラブルが明るみに。10月26日からは、人気を博した音楽番組 SBS「キム・ユナのミュージック・ウェーブ」の後続で始まった「シン・ドンヨプ-イ・スヨンの音楽空間」でテレビ番組初のMCを担当。
2007年1月、前所属社(LIKUD)に2億1000万ウォンを返還することで合意し、新しい所属社ヘブ・エンターテインメントでの正式な活動が可能に。9月正規8集でカムバック。タイトル曲と同じく短い髪に変身して新生イ・スヨンをアピールした。
2008年10月、潜行説に包まれるも健在をアピール。所属会社をH&STエンターテインメントに移し、11月ミニアルバム「ONCE」でカムバックした。
2009年10月、9集「DAZZLE」を発売し、10周年を迎えた。
2010年10月5日、一般人男性と結婚式を挙げた。
2011年7月27日、男児(3.3kg)を出産。
2016年6月、所属していたブループリントミュージックと、フォーチュン、リアルコラボの３レーベルが合併し、CatchPopエンターテインメントとなる。

## 年表
- 1995年07月　MBC-Radio「星の夜 自慢大会」大賞
- 1999年11月　1集「I believe」発売

珍しい音色と歌唱力で24万枚のアルバム販売量と4ヶ月間地上波TV・ラジオ最多放送。

動画・音源最多ダウンロード。

地上波TV3社（ランキング番組）最長期間ランクイン。

- 2000年02月　1stソロコンサート
- 2000年03月　後続曲「Good-bye my love」
- 2000年07月　SBS-TV アニメ「白九」主題曲録音
- 2001年02月　2集「Never Again」発売
- 2001年04月　後続曲「スチドゥッダンニョン」
- 2001年06月　2ndソロコンサート
- 2001年09月　2.5集 ライブアルバム「クニョエゲ カムサヘヨ」発売
- 2001年12月　3集「Made in Winter - クリゴ サランヘ」発売

世界的なスタージャッキー・チェンの正規アルバムに参加してデュエット曲「夢想的天帝」を歌う。
- 2002年03月　ファイナルファンタジーX International Edition 主題曲「オルマナ チョウルカ」（Korean Version）歌う
- 2002年04月　MBC-FM「イ・スヨンの感性時代」DJ開始
- 2002年09月　4集「my stay in sendai - ラララ」発売
- 2002年10月　SBS「人気歌謡」で初の1位に

地上波（MBC、SBS）、及びケーブルTV（M.NET、KMTV）歌謡ランキング番組3週連続1位席巻。

3ヶ月間全国(地上波TV及びラジオ)最多放送回数記録。

アルバム販売量 50万枚突破。

- 2002年11月　後続曲「ピッ」

MBC 音楽キャンプ 1位。
- 2002年12月　3rdソロコンサート「Christmas Fantasy」（会場：延世大学・大講堂）

KBS歌謡大賞 今年の歌手賞「青少年部門」本賞 受賞。

MBC10大歌手歌謡祭 本賞 受賞。

SBS歌謡大典 本賞 受賞。

M.NET Korean Music Festival バラード部門最優秀ミュージックビデオ賞 受賞。

KMTV Korean Music Awards 本賞 受賞。

スポーツソウル ソウル歌謡大賞 本賞 受賞。

日刊スポーツ ゴールデンディスク賞 本賞 受賞。

- 2003年01月　4.5集「Sweet Holiday in Lombok - グッバイ」発売

MBC 音楽キャンプ 1位。
- 2003年03月　MBC-FM「イ・スヨンの感性時代」DJ終了

江戸開府400年記念イベント"桜座”（会場：日比谷野外音楽堂）出演
- 2003年08月　5集「This Time」発売

アルバム販売量 42万枚突破。

地上波（MBC）及びケーブルTV歌謡ランキング番組1位。
- 2003年11月　後続曲「ヨジョニ イプスルル ケムルチョ」
- 2003年12月　4thソロコンサート「Amazing Christmas」

KBS歌謡大賞 本賞 受賞。

SBS歌謡大典 本賞 受賞。

M.NET Music Video Festival 女性ソロ部分 / 本賞 受賞。

KMTV Korean Music Awards 今年のアルバム賞 / 本賞 受賞。

スポーツソウル ソウル歌謡大賞 本賞 受賞。

日刊スポーツ ゴールデンディスク賞 本賞 受賞。

MBC10大歌手歌謡祭 最高人気歌手賞（大賞）受賞。

- 2004年01月　リメークアルバム『Classic』発売

タイトル曲「光化門恋歌」。

MBC 音楽キャンプ 1位候補（3週）。
- 2004年02月　アデューコンサート（会場：慶熙（ギョンヒ）大学・平和の殿堂）
- 2004年03月　後続曲「クメ」

MBC 音楽キャンプ 1位候補。
- 2004年09月　6集「THE COLORS OF MY LIFE」発売
- 2004年12月　ゴールデンディスク賞 大賞 受賞。

ソウル歌謡大賞 本賞 受賞。

MBC10大歌手歌謡祭 最高人気歌手賞（大賞）受賞（2年連続）

- 2005年01月　6.5集「As Time Goes By」発売
- 2005年10月　ブランドコンサート「The Story」（会場：オリンピックホール）

スペシャルアルバム「イ・スヨン 2005 An Autumn Day」発売（fromファントム）
- 2006年01月　7集「GRACE」発売
- 2006年03月　後続曲「シリン」
- 2006年04月　DVD「She Story 1999-2006 イ・スヨン BEST MUSIC VIDEO COLLECTION」発売（fromファントム）
- 2006年10月　SBS「シン・ドンヨプ-イ・スヨンの音楽空間」放送開始
- 2007年09月　8集「내려놓음」発売
- 2008年11月　ミニアルバム「ONCE」発売
- 2009年04月　KBSドラマ「그저바라보다가（ただ見守っていて）」（邦題「アクシデント・カップル」）出演（カメオ以外でのドラマ初出演）

デジタルシングル「消します」発売
- 2009年10月　9集「DAZZLE」発売
- 2010年04月　KBS 2FMラジオ「イ・スヨンのミュージックショー」（午後2時〜4時）DJ開始。（翌年4月10日終了）
- 2010年09月　映画「クイズ王」にカメオ出演（劇中歌『愛はない』を歌う）
- 2012年04月　MBC「私は歌手だ２」に出演
- 2012年09月　KBS2「私の生涯最後のオーディション」に出演
- 2013年03月　リメイクアルバム『Classic:The Remake 2nd』発売
- 2013年09月　KBS2「不朽の名曲-伝説を歌う」に出演（翌年3月のイ・ミジャ特集、7月の作曲家イ・ホソブ特集にも出演）
- 2014年12月　MBC「覆面歌王」に出演